# 加藤礼次朗
加藤 礼次朗（かとう れいじろう、本名同じ、1966年3月8日 - ）は、日本の漫画家。東京都新宿区出身。宮川総一郎のアシスタントを経て、1986年に描き下ろし単行本『まんが音楽家ストーリー ベートーベン』でデビュー。代表作は『戦え!筋肉番長』。
また映画監督の河崎実とは友人で、しばしば彼の映画に出演している。2005年には実相寺昭雄演出のオペラ『魔笛』の衣装デザインを手がけるなど漫画界以外でも幅広い活動をしている。

## 作品

### 一般向け
- マンガ音楽家ストーリー ベートーベン（ドレミ楽譜出版社：韓国語版/韓国にても出版）
- マンガ音楽家ストーリー バイエル（ドレミ楽譜出版社）
- めぐみの春（学習研究社刊/コミックノーラ掲載）全1巻
- ブンブン熱風児!（徳間書店刊/少年キャプテン掲載：中国語版/台湾にても出版）上巻、下巻
- 幻の怪獣テラインコグニータを探せ（原作：高島健一/特撮エース掲載）単行本未収録
- 戦え! 筋肉番長（白夜書房版）全1巻
- 戦え! 筋肉番長（アスキーコミックス版）全2巻
- 新 戦え! 筋肉番長（同人誌版）既刊11巻 発行継続中
- NHKその時歴史が動いた コミック版 源平争乱・元寇編（ホーム社）共著
- NHKその時歴史が動いた コミック版 もしも・決断の瞬間編 （ホーム社）共著
- 革命家列伝 (SHUEISYA HOME REMIX)共著
- コミック帝国ホテル　120年の最高（原作：横溝邦彦/ホーム社刊）共著
- THE 鉄道漫画　002レ（第2号）浪漫号（少年画報社刊）共著
- 三四郎（原作：夏目漱石/ホーム社 MANGA BUNGOシリーズ）
- コミック版「はやぶさ 遥かなる帰還」（映画脚本：西岡琢也/ホーム社刊）
- 小さなゴジラ（JICC出版『THEゴジラCOMIC』収録、原作実相寺昭雄）[1]

### 成人向け
- 童子（ワニマガジン社）全1巻
- おやじマン（ワニマガジン社）全1巻
- 平次（ワニマガジン社）全2巻

### ケイタイコミック
- ジェネラル・ルージュの思い出（宝島ワンダーネット・ワンコミ）
- 戦え! 筋肉番長（まんが王国）
- ブンブン熱風児（まんが王国）
- めぐみの春（まんが王国）

### コラム
- 昭和少年マンガ大全 まんが天国　〜サイボーグエース（芸文社刊）
- ハイパーホビー 〜暗黒！ ハイパートホホビー（徳間書店刊）

### イラスト
- 双葉文庫冒険ゲームブックシリーズ（双葉社刊）
  - 銀河の三人 復活のヴィザーン（表紙、挿絵イラスト 1988年）
  - 霊幻道士 キョンシー大戦争（中表紙、挿絵イラスト 1988年）
  - タイムトラベル大戦争 過去の国からSOS（表紙イラスト 1989年）
- ガンヘッド コンピュータ・クライシス（バンダイ出版刊 1989年）
- ウルトラマンを作った男たち（ちくま書房刊）
- ドラゴンクエスト 知られざる伝説　ロト2（エニックス出版局刊）
- 航空自衛隊 50周年記念塗装機「119」 伊達政宗公のイラスト（松島基地：2004年）
- 航空自衛隊 第4航空団 第21飛行隊 F-2戦闘機の創隊30周年記念塗装機「126」 伊達政宗公のイラスト（松島基地：2006年）
- 「漁港」2nd アルバム（ジャケットイラスト）
- 映画 ヌイグルマーZ 劇場パンフレット（NEO高円寺マップイラスト）

### 衣装デザイン
- オペラ モーツァルト「魔笛」（東京二期会）
- オペラ ハイドン歌劇「月の世界」（北とぴあ国際音楽祭）
- 映画 地球防衛ガールズP9 （P9隊員服原案）

## 出演
- 電エースシリーズ（1989年 - ） - 電次郎
- ウルトラマンダイナ 第38話「怪獣戯曲」（1998年） - 劇団員 ※劇中の劇画も担当
- 日本以外全部沈没（2006年） - 電車内の日本人
- ギララの逆襲/洞爺湖サミット危機一発（2008年） - 登別饅頭屋店員1 ※タケ魔人像デザインも担当
- ウルトラゾーン ウルトラゾーンチャンネル（2011年 - 2012年）
  - 第10話「続・さすらいのM1号」（2011年） - 通りすがりの客
  - 第18話「ラゴン一家」（2012年） - お客
- 燃える仏像人間（2013年） - 小坊主
- 侵略!ガルパンダZ（2016年、TOKYO MX、サンテレビ） - 笹団子屋の店員 役
- 妖ばなし 第22話「袖引小僧」（2018年3月3日、TOKYO MX） - 青林書店月刊お化けキング編集者M
- SF空飛ぶリヤカー（2020年4月 - 、ラジオフチューズ） - メインパーソナリティとして森野達弥と共演